# Guillermo de Talou
Guillermo de Talou también Guillermo de Arques (antes de 1026-después de 1054), fue un noble normando hacia mediados del siglo XI. Conde de Talou (Arques), señor de Perrières y Folkestone, conde de Hiémois y Eu, Lord de Monstreul, y tío de Guillermo el Conquistador. Era hijo de Ricardo II de Normandía († 1026) y Papia de Envermeu.
Tras de que el duque Roberto I († 1035), su medio hermano, fuera padre de Guillermo «el Bastardo», Talou quedó relegado como heredero del ducado de Normandía y, en 1035, cuando su sobrino asumió el principado con siete años, el tío mostró su disconformidad y quiso hacer valer sus derechos sucesorios. Sin embargo, en 1037 aceptó recibir el condado de Arques, adquisición que lo convirtió en uno de los hombres más poderosos de Alta Normandía. De hecho, durante 1041-1047, un periodo de anarquía y guerra civil, él, su hermano Mauger y su primo Raúl de Gacé fueron los regentes virtuales del «país de los normandos».
No obstante, a partir de 1047, cuando el duque Guillermo tomó el gobierno en sus manos, comenzó a mantener una relación difícil con la mayoría de sus parientes paternos, que le negaban obediencia, y cuando asediaba el castillo de Domfront (1051), Talou desertó del ejército ducal con sus caballeros, a propósito de volver a su feudo.
Para 1053 tío y sobrino llevaron todo a una crisis final: mientras se preparaba una invasión franco-angevina contra el ducado que desembocó en la batalla de Mortemer, el conde decidió aliarse al enemigo y rebelar la Alta Normandía; por su parte, el duque decidió asediar y tomar el castillo de Arques, lo que consiguió a fines de 1053. De suerte que Guillermo de Talou debió desterrarse de por vida, perdiendo tanto sus títulos como tierras.

## Herencia
Estaba casado con Beatriz, hija de Hugo II de Ponthieu, con la que tuvo dos hijos:
- Walter, que fue desheredado tras el destierro de su padre;
- Maud [Matilde] d'Arques (c. 1075-1105), que casó con Guillermo de Tancarville.